# 꽁치
꽁치(영어: Pacific saury 또는 mackerel pike, Cololabis saira)는 꽁치과에 속하는 어류이다.
울릉도의 손꽁치가 맛의 방주에 등재되어 있다.

## 특징

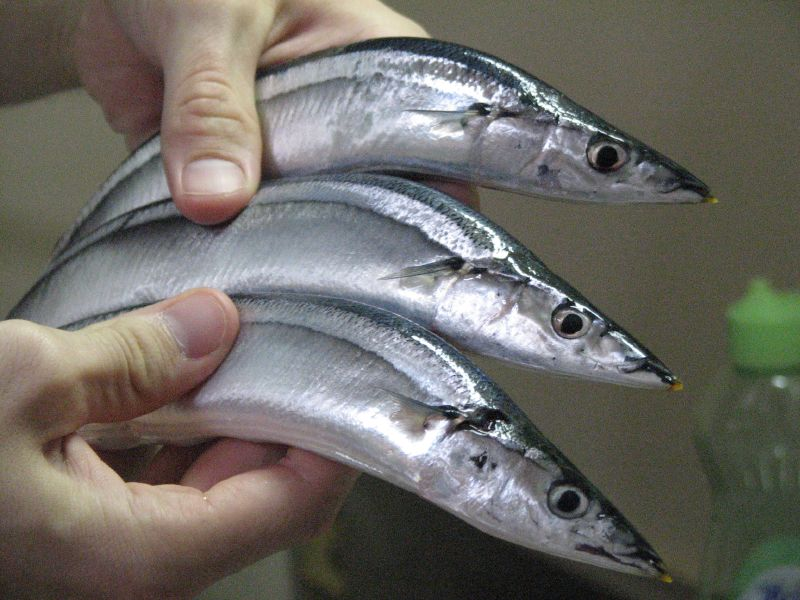
꽁치

몸길이는 40cm 정도이고 몸은 가늘고 길며 양턱은 다소 돌출하여 새의 부리 같고, 아래턱이 위턱보다 길다. 등지느러미는 10-12줄이며 그 뒤쪽에 곁지느러미 6-7개가 있고, 줄비늘은 약 120개 정도이다. 등은 검푸른색이며, 배쪽은 은백색이다. 아랫입술은 암컷이 끝이 뾰족하고 수컷은 둥글다.

## 산란
한류성 어류로 태평양 연안에서는 10-12월, 대한민국에서는 5-8월 경에 산란한다. 알은 지름이 2mm 정도이고, 부착사라 부르는 가느다란 실이 붙어 있어, 알을 낳아 해조류 등에 붙여 놓는다.

## 생태
난류와 한류가 교차하는 지역에 널리 분포하며 최적수온은 17.5℃이다. 회유는 한류의 남하에 의해 지배된다. 대체로 10-12월경 동북에서 서남으로 향하였다가 이듬해 난류의 이동에 따라 북상한다. 동물성 플랑크톤을 먹고 자란다.

## 식용
꽁치는 통조림과 반찬으로 많이 이용된다. 반건조하여 과메기로 만들어 먹기도 한다. 대한민국 동해안에서는 해조류를 바닷물에 늘어뜨리면, 여기에 알을 낳으러 모여든 꽁치를 잡는 방법이 성행하는데, 이를 일명 ‘손꽁치’라 한다. 열량이 낮아 다이어트에 효과적이다.

## 제철
한국에서 꽁치가 가장 맛있는 시기는 10월부터 11월 사이이다.

## 갤러리

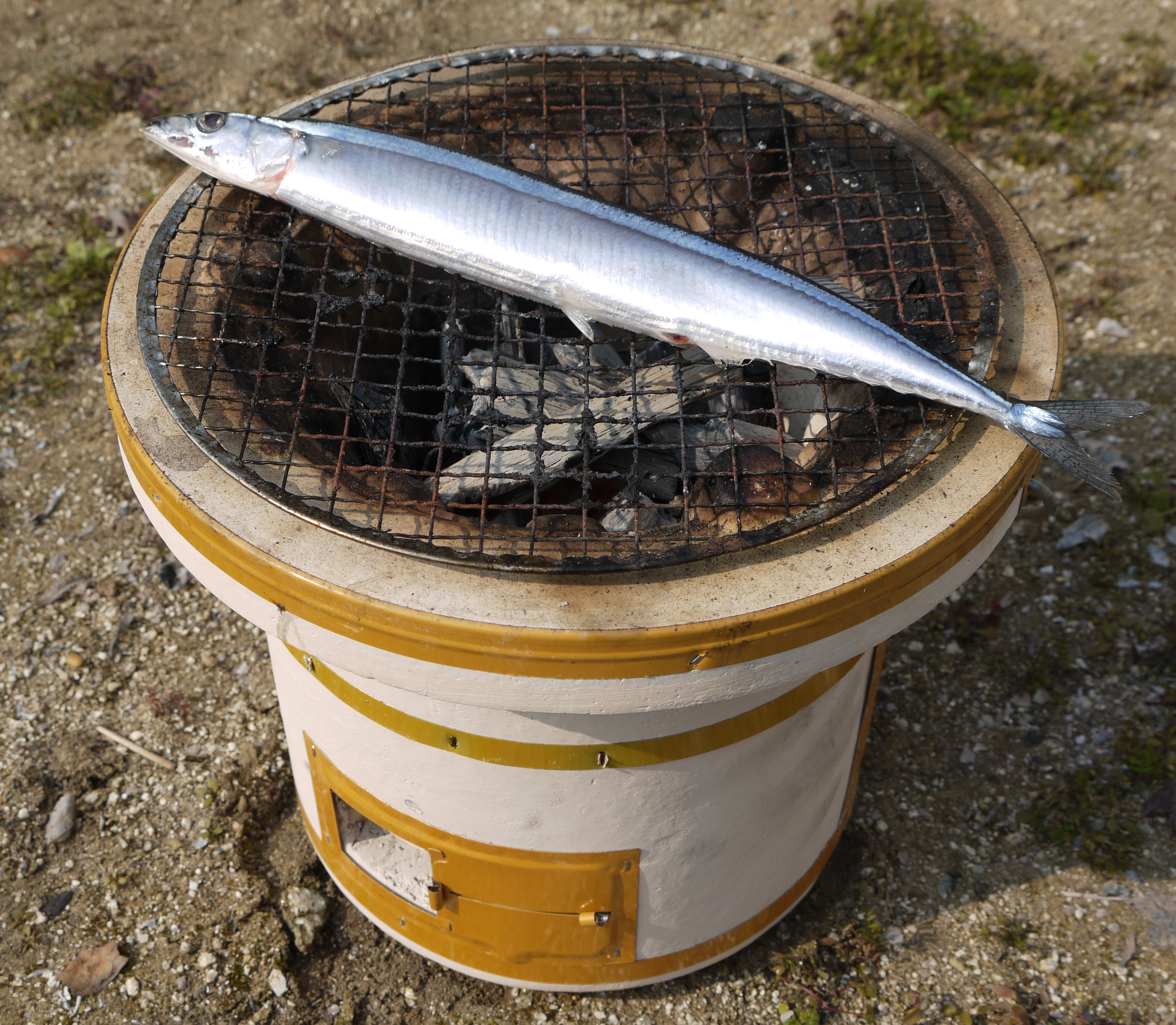
시치린
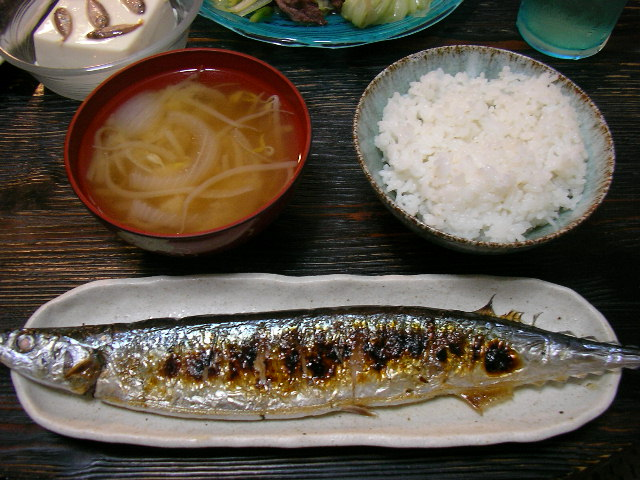
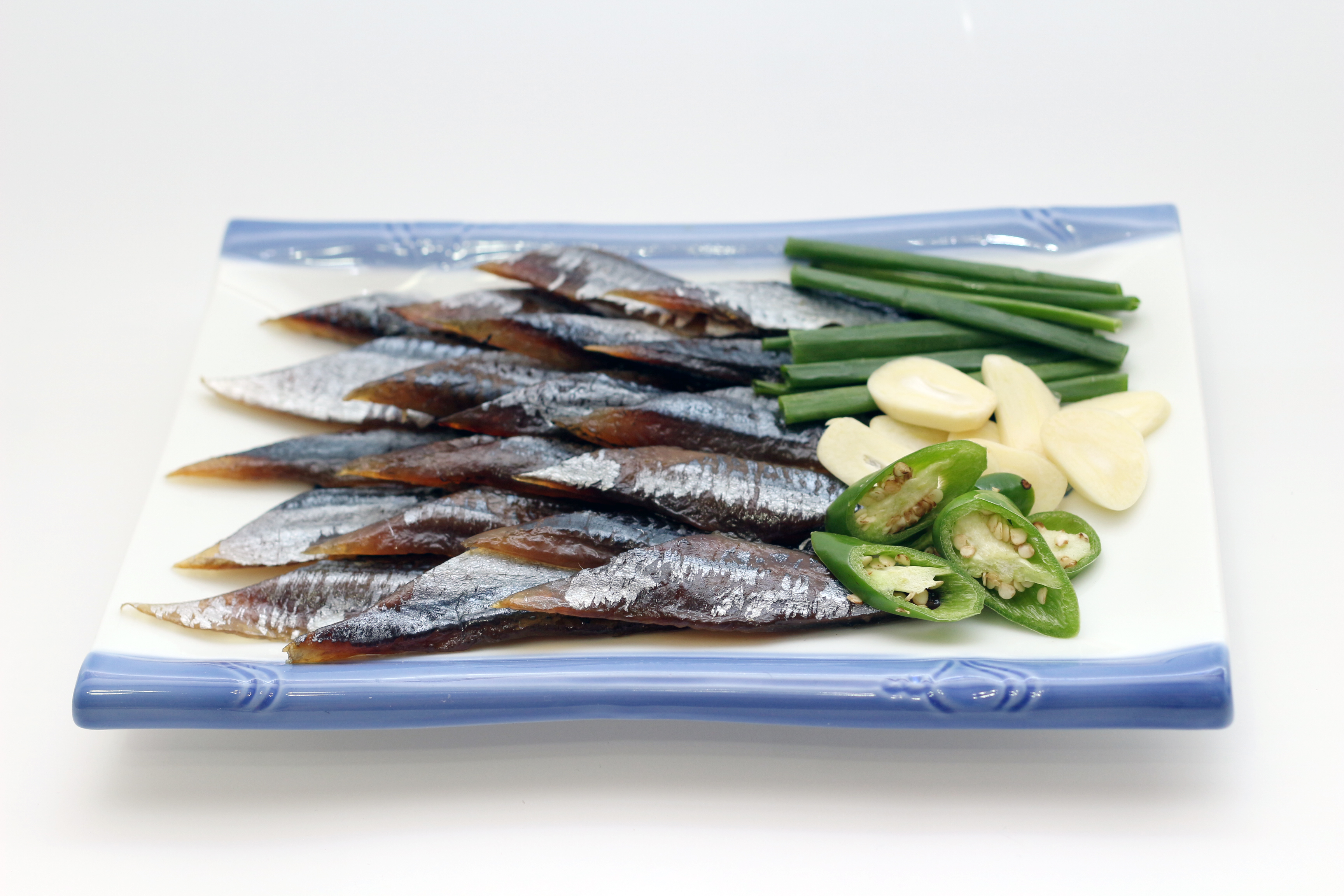
과메기
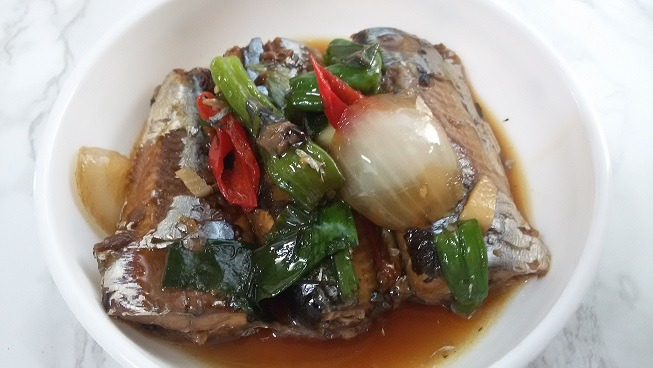
꽁치조림
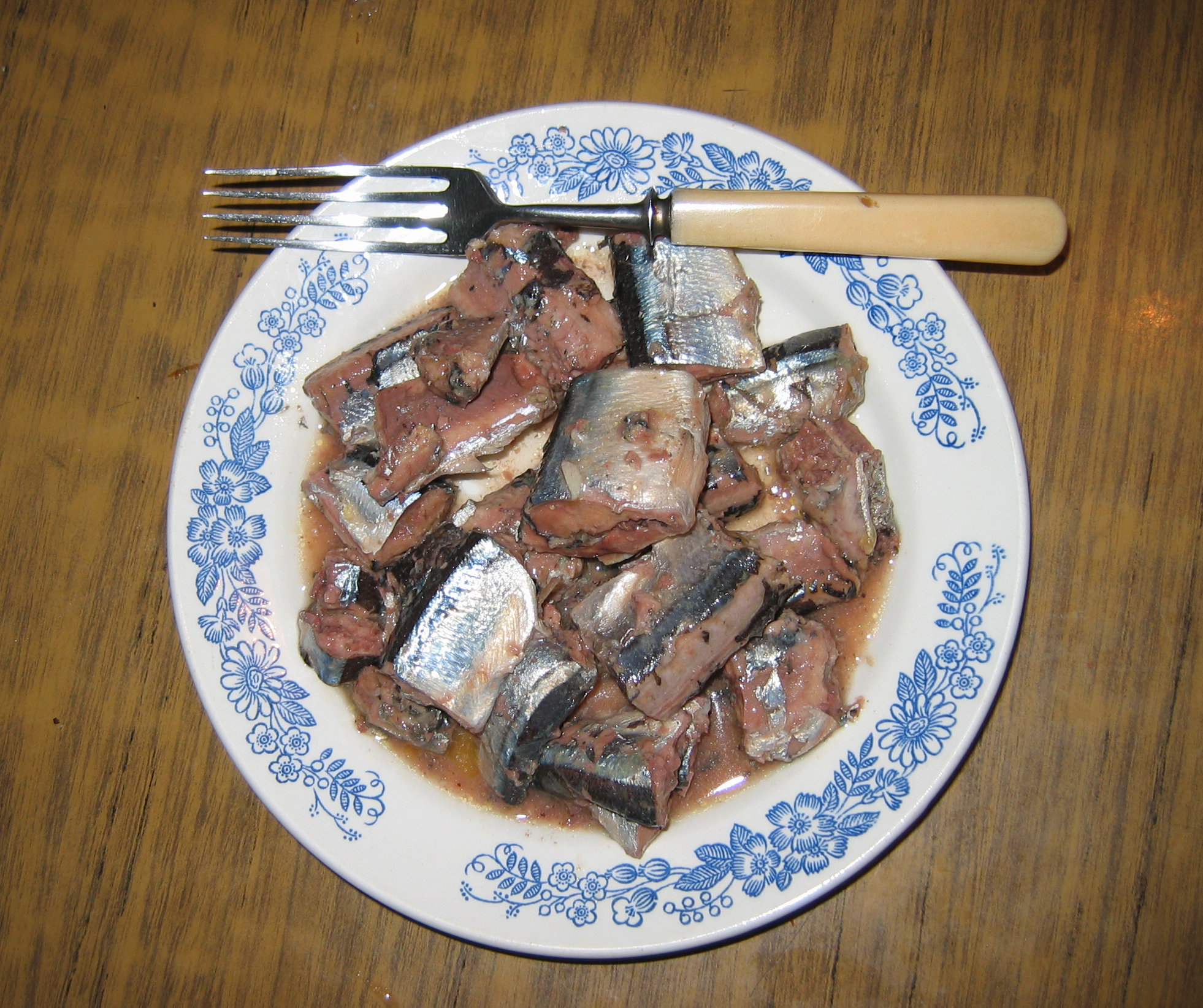
조리된 꽁치

## 참고 문헌
- 이 문서에는 다음커뮤니케이션(현 카카오)에서 GFDL 또는 CC-SA 라이선스로 배포한 글로벌 세계대백과사전의 내용을 기초로 작성된 글이 포함되어 있습니다.